# Wilhelmina Blažena
Wilhelmina Blažena, czes. Vilemína Blažena (ur. 1210 r., zm. 24 sierpnia 1281 r.).

## Życiorys
Była zapewne córką króla Czech Przemysła Ottokara I i jego drugiej żony Konstancji, królewny węgierskiej. Imię Blažena to czeska wersja jej wcześniejszego imienia Felix. Jedynym źródłem pisanym na jej temat są akta mediolańskiej inkwizycji z 1300 r., które powstały w wyniku procesu jej zwolenników. Jeden ze świadków twierdził, że jej matka nazywała się Konstancja, a ojciec był czeskim królem.
Wilhelmina miała przybyć do Włoch ok. 1262 r. ze swoim synem i szybko zyskała grono zwolenników. Uzdrawiała chorych i miała się uważać za wcielenie Ducha Świętego. Po śmierci w 1281 r. jej ciało na krótko spoczęło w Mediolanie, a następnie przeniesiono je do opactwa cysterskiego Santa Maria di Chiaravalle, który stał się miejscem jej kultu. Na czele jej czcicieli stała mniszka Mayfreda (krewna rodu Viscontich), która jako heretyczka została spalona wraz z innymi osobami w 1300 r. Spalono wówczas także szczątki Wilhelminy.

## Kontrowersje
Ze względu na to, że Wilhelmina występuje tylko w jednym źródle powstałym na dodatek daleko od Czech nie wszyscy historycy uważają za córkę królewską. Mogła być po prostu oszustką. Zwolennicy poglądu o jej przynależności do dynastii Przemyślidów wskazują, że trybunał inkwizycyjny nie zakwestionował twierdzenia, że była córka króla Czech. Historycy ci uważają, że Wilhelmina mogła być zakonnicą i po złamaniu ślubów czystości (miała syna) musiała opuścić klasztor. Według innej wersji wygnał ją ojciec za bliżej nieokreślone przewinienie.